# Бабелон, Эрнест Шарль Франсуа
Эрнест-Шарль-Франсуа Бабелон (фр. Ernest Charles François Babelon; 7 ноября 1854, Сарре — 3 января 1924, Париж) — французский историк, археолог и нумизмат, знаток античной нумизматики. Отец французского историка и нумизмата Жана Бабелона.
Окончил Национальную школу хартий. Длительное время руководил Отделением монет, медалей и древностей Национальной библиотеки Франции. Участвовал в археологических раскопках в Тунисе. Преподавал в Коллеж де Франс. В 1883—1923 годах был соредактором Revue numismatique. В 1897 году избран в Академию надписей и изящной словесности.

## Основные труды
- Traite des monnais grecques et romaines. — Paris, 1901—1932;
- Les origines des monnaies de la republique romaine. — Paris, 1898;
- Description historique et chronologique des monnais de la republique romaine. — Paris, 1885/86;
- Les medailles historiques du regne de Napoleon le Grand, empereur et roi. — Paris, 1912;
- Les monnaies grecques. Apercue historique. — Paris, 1921.

## Награды
- Медаль Британского нумизматического общества (1899)[2];
- кавалер ордена Почётного легиона (12 января 1900);
- офицер ордена Почётного легиона (20 апреля 1921)[3];
- медаль Хантингтона Американского нумизматического общества (1922)[4]